# Mincer-Gletscher
Der Mincer-Gletscher ist ein breiter Gletscher im Norden der Thurston-Insel vor der Eights-Küste des westantarktischen Ellsworthlands. Er fließt vom Zuhn Bluff in den südöstlichen Seitenarm des Murphy Inlet.
Das Advisory Committee on Antarctic Names benannte ihn im Jahr 2003 nach Dale F. Mincer (1918–2001), Kopilot einer Martin PBM Mariner zur Erstellung von Luftaufnahmen von der Thurston-Insel und der benachbarten Festlandküste im Rahmen der von der United States Navy durchgeführten Operation Highjump (1946–1947).